# سرجان گلوبوویچ
سرجان گُلوبوویچ (صربی: Срдан Голубовић؛ زادهٔ ۲۴ اوت ۱۹۷۲) کارگردان فیلم، فیلم‌نامه‌نویس و تهیه‌کننده فیلم اهل صربستان است.
از فیلم‌ها یا مجموعه‌های تلویزیونی که وی در آن‌ها نقش داشته‌است می‌توان به دایره‌ها اشاره نمود.